# Meierei (Pfaueninsel)

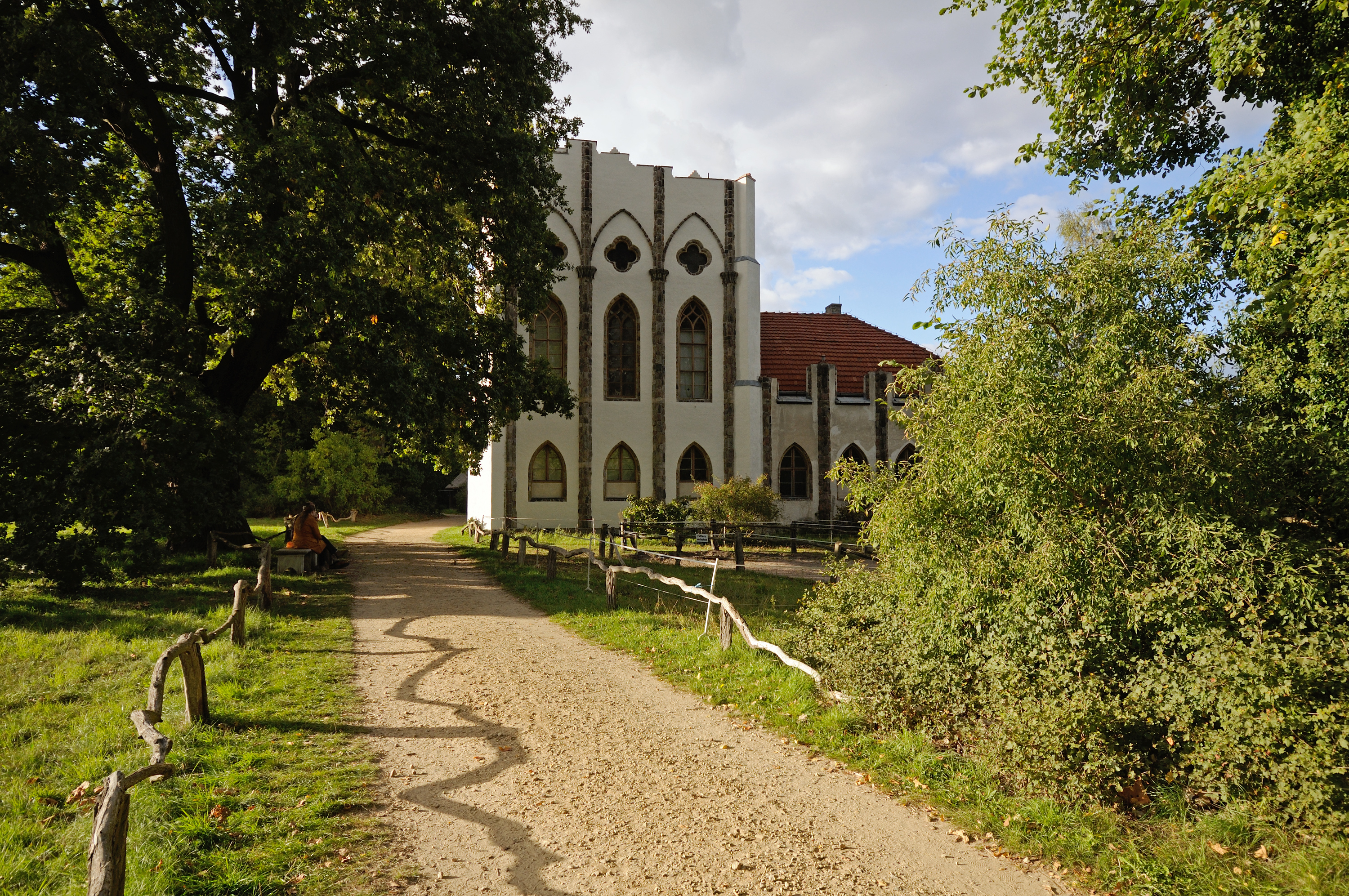
Die Meierei auf der Pfaueninsel

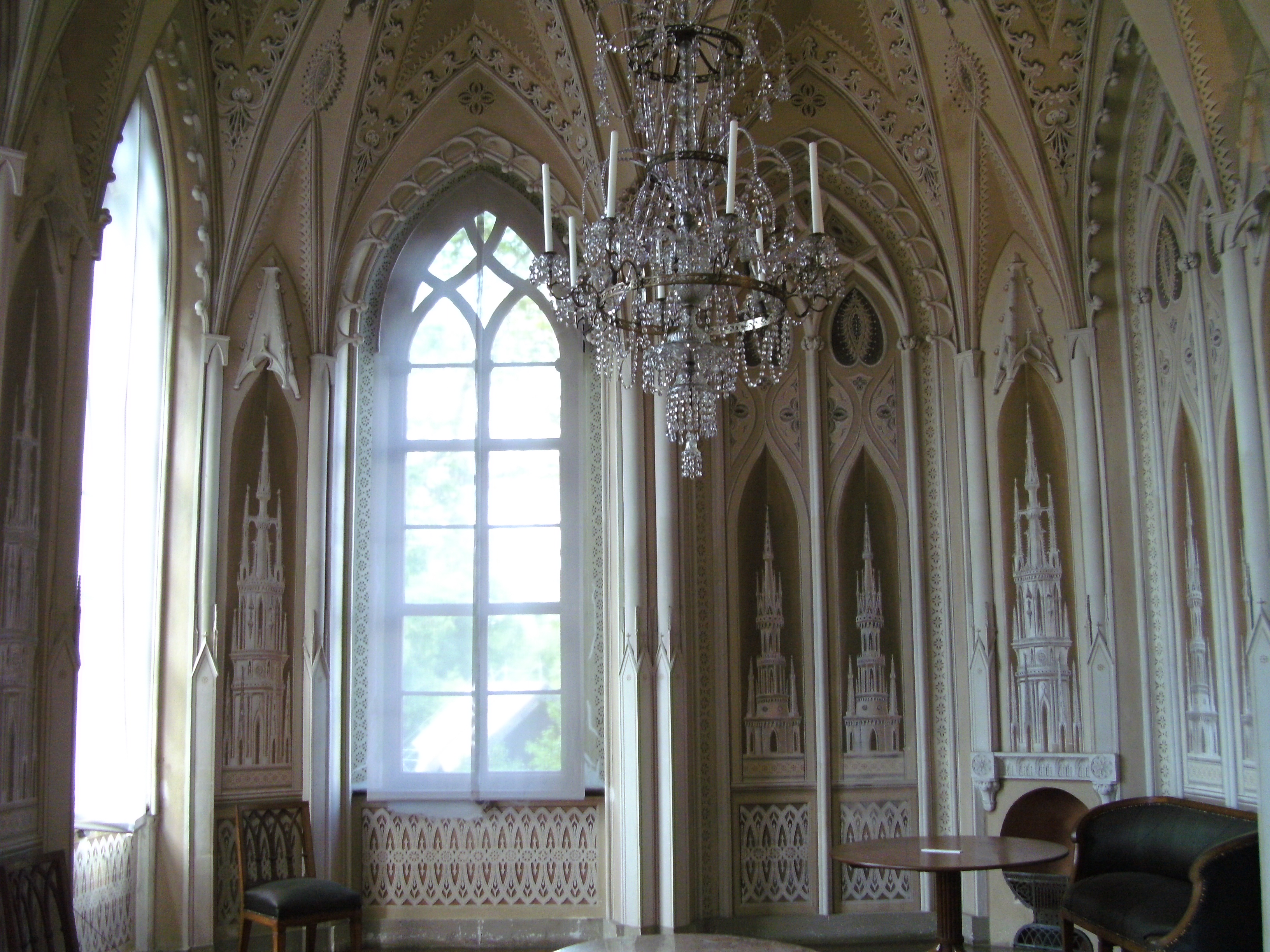
Gotischer Saal mit Stuckaturen von Sartori, Entwurf von Michael Philipp Boumann

Die Meierei auf der Pfaueninsel ist eine von 1794 bis 1795 im Auftrag Friedrich Wilhelms II. erbaute Meierei in Form eines ruinösen gotischen Klosters.

## Geschichte
Die Meierei wurde von 1794 bis 1795 etwa gleichzeitig mit dem Schloss Pfaueninsel erbaut. Sie diente zur Versorgung der Inselbewohner und Besucher. Sie wurde nach dem Vorbild eines kleinen Klostergebäudes auf dem Anwesen The Leasowes des englischen Dichters William Shenstone in den West Midlands errichtet.

## Beschreibung
Das Äußere des Gebäudes sollte an eine verfallene Klosterruine erinnern. Im Erdgeschoss der Meierei befindet sich ein Stall, in dem Milchkühe untergebracht waren. Nebenan befindet sich die Molkenstube, in der noch heute das Butterfass zu sehen ist, in dem die Gräfin Wilhelmine von Lichtenau den Milchrahm zu Butter schlug. Auch hölzerne Butterformen in Pfauengestalt sind erhalten geblieben. Im Obergeschoss befindet sich der sogenannte gotische Saal, der von dem Theatermaler Bartolomeo Verona nach Entwürfen von Michael Philipp Boumann verziert wurde. Die Stuckarbeiten wurden von Constantin Philipp Georg Sartori dem Jüngeren ausgeführt.